# Џони Ајв
Сер Џонатан Пол Ајв (енгл. Sir Jonathan Paul Ive; 27. фебруар 1967) је британско-амерички дизајнер.  Најпознатији је по свом раду у Apple-у, где је био виши потпредседник индустријског дизајна и главни дизајнер.   Ајв је оснивач LoveFrom-а, креативног колектива који сарађује са Ferrari, Airbnb, OpenAI и другим глобалним брендовима.   Ректор је Краљевског колеџа уметности у Лондону од 2017. и повереник Британског музеја од јуна 2025. 
Ајв се придружио Apple-у у септембру 1992., а унапређен је у вишег потпредседника индустријског дизајна крајем 90-их, након повратка суоснивача Стива Џобса. Био је главни директор дизајна од 2015. до свог одласка у јулу 2019. године. Тесно сарађујући са Џобсом, Ајв је одиграо кључну улогу у дизајну производа, укључујући Apple Watch, iMac, Power Mac G4 Cube, iPod, iPhone, iPad, MacBook и кориснички интерфејс мобилног оперативног система iOS. Такође је био одговоран за дизајн великих архитектонских пројеката, укључујући Apple Park и Apple продавнице.
Ајв је живео у Лондону док се његова породица није преселила у Стафорд када је имао око 12 година. Студирао је дизајн на Политехничком универзитету у Њукаслу, а касније се придружио лондонској дизајнерској фирми Tangerine, где је радио на клијентским пројектима за LG и Ideal Standard, као и за Apple.  Након што је напустио Tangerine да би се пуно радно време придружио Apple-у, почео је да дизајнира PowerBook и Mac рачунаре те деценије. Америчко држављанство је стекао 2012.   Позван је да се придружи Краљевском колеџу уметности у мају 2017. као шеф колеџа, где је служио фиксни петогодишњи мандат до маја 2022.
Ајв је добио признања и почасти за своје дизајне и патенте. У Уједињеном Краљевству, именован је за Краљевског дизајнера за индустрију, почасног члана Краљевске инжењерске академије и витеза команданта Ордена Британске империје. 2018. додељена му је Хокингова стипендија Кембриџ јунион друштва.  У анкети културних писаца коју је спровео BBC 2004., Ајв је рангиран као најутицајнија особа у британској култури.  Његови дизајни су описани као саставни део успеха компаније Apple, једне од највећих светских компанија за информационе технологије по приходима и тржишној капитализацији. 

## Лични живот
Док је похађао средњу школу Волтон у Стафорду, упознао је своју будућу супругу, британску списатељицу Хедер Пег 1987.  Имају два сина.  Његова породица живи у насељу Пацифик Хајтс у Сан Франциску, Калифорнија.  Њихова кућа је 2012. купљена за 17 милиона америчких долара.  Док је радио у Apple-у, Ајв је свакодневно путовао сат и по од Сан Франциска до Купертина.  Рекао је 2014. да ако његов посао у Apple-у икада постане лошији, „правиће ствари за себе, а не за своје пријатеље код куће“.  Ајв такође поседује кућу у Котсволдсу. 
Према листи најбогатијих људи листа „Sunday Times“ из 2019., Ајвово богатство је процењено на 192 милиона фунти. 

### Аутомобили
Од раних година у Енглеској, Ајв је показивао интересовање за аутомобиле и аутомобилски дизајн .  Док је био на универзитету, возио је Фијат 500.  Често посећује сајмове аутомобила и изложбе као што је Фестивал брзине у Гудвуду, где је члан жирија на такмичењима.  

## Почасти и награде
Током своје каријере у Apple-у, Ајв је добијао номинације и награде за свој рад. Именован је за Краљевског дизајнера за индустрију,  за почасног члана Краљевске инжењерске академије,  за Командора Реда Британске империје (CBE) 2006. и за Витеза Командора истог ордена (KBE) 2012. Добио је почасне дипломе Школе дизајна Роуд Ајленда  и Калифорнијског колеџа уметности   и проглашен је за почасног доктора Краљевског колеџа уметности .  Сваке среде у јуну 2016., Ајву су додељивани почасни докторати на Универзитету у Кембриџу  и Универзитету у Оксфорду .   2004. проглашен је за „Најутицајнију особу у британској култури“ у анкети BBC-ја међу културним писцима. 